# Pan Turner
Pan Turner (ang. Mr. Turner) – brytyjsko-niemiecko-francuski film biograficzny z 2014 roku w reżyserii i według scenariusza Mike’a Leigha. Biografia brytyjskiego malarza Williama Turnera, prekursora impresjonizmu, którego nowatorskie użycie kolorów i światła nie spotkało się ze zrozumieniem za życia artysty. Zdjęcia kręcono w Kingsand (Kornwalia), Chatham oraz w Wentworth Woodhouse (South Yorkshire).
Światowa premiera filmu odbyła się 15 maja 2014 podczas 67. MFF w Cannes, w ramach którego film brał udział w konkursie głównym. Na tymże festiwalu Timothy Spall odebrał nagrodę dla najlepszego aktora.
Polska premiera filmu miała miejsce 20 listopada 2014 w ramach festiwalu Camerimage.

## Obsada
- Timothy Spall jako J.M.W. Turner
- Paul Jesson jako William Turner
- Dorothy Atkinson jako Hannah Danby
- Marion Bailey jako Sophia Booth
- Karl Johnson jako pan Booth
- Ruth Sheen jako Sarah Danby
- Sandy Foster jako Evelina
- Amy Dawson jako Georgiana
- Lesley Manville jako Mary Somerville
- Martin Savage jako Benjamin Robert Haydon
- Richard Bremmer jako George Jones

i inni

## Nagrody i nominacje
67. MFF w Cannes
- nagroda: najlepszy aktor − Timothy Spall
- nagroda: nagroda Vulcain − Dick Pope
- nominacja: Złota Palma − Mike Leigh

87. ceremonia wręczenia Oscarów
- nominacja: najlepsza muzyka − Gary Yershon
- nominacja: najlepsze zdjęcia − Dick Pope
- nominacja: najlepsza scenografia i dekoracja wnętrz − Suzie Davies i Charlotte Dirickx
- nominacja: najlepsze kostiumy − Jacqueline Durran

68. ceremonia wręczenia nagród Brytyjskiej Akademii Filmowej
- nominacja: najlepsze zdjęcia − Dick Pope
- nominacja: najlepsze kostiumy − Jacqueline Durran
- nominacja: najlepsza scenografia − Suzie Davies i Charlotte Dirickx
- nominacja: najlepsza charakteryzacja i fryzury − Christine Blundell i Lesa Warrener

27. ceremonia wręczenia Europejskich Nagród Filmowych
- nagroda: Najlepszy Europejski Aktor − Timothy Spall

22. Międzynarodowy Festiwal Sztuki Autorów Zdjęć Filmowych Camerimage
- nominacja: Złota Żaba − Dick Pope

18. ceremonia wręczenia Orłów
- nominacja: najlepszy film europejski (Wielka Brytania) – Mike Leigh[5]

19. ceremonia wręczenia Satelitów
- nominacja: najlepszy film roku
- nominacja: najlepsze zdjęcia − Dick Pope